# Paranaíta
Paranaíta este un oraș în Mato Grosso (MT), Brazilia.